# Maromba dandrettai
Maromba dandrettai is een hooiwagen uit de familie Gonyleptidae.